# Мониторы типа «Хасан»
Монито́ры ти́па «Хасан» (проекта 1190) — серия советских мониторов, служивших в составе Амурской военной флотилии.

## История
Морские силы РККА на Дальнем Востоке к 1925 году были очень малой боевой ценности, потому СССР был вынужден отступить от морского театра военных действий и перенести центр обороны на речной театр военных действий, для чего там была Амурская военная флотилия.
Такое положение стало после поражения России в русско-японской войне, в которой российский военный флот понес тяжелейшие потери. Для его восстановления требовались средства и время. Но их не хватало, и прибегли к полумерам: создали Амурскую флотилию и начали строить Владивостокскую крепость.

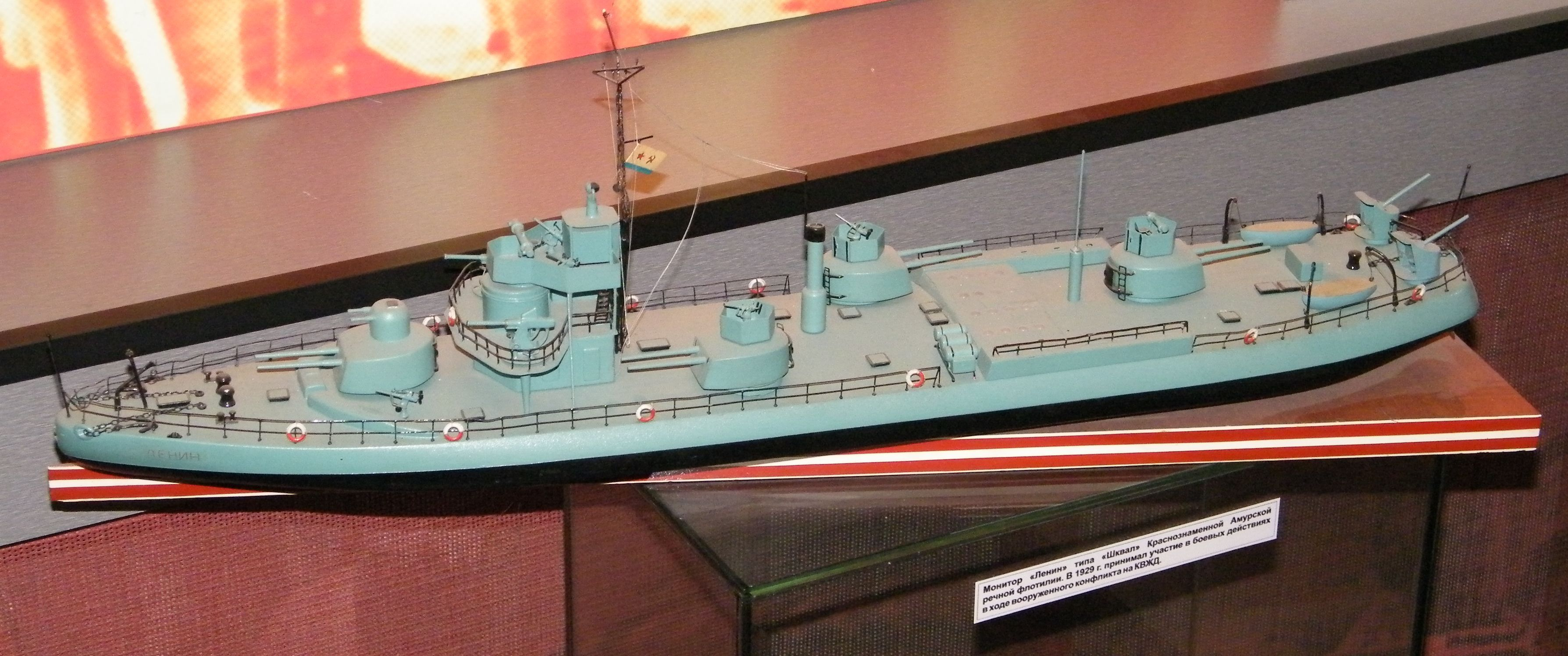
Модель монитора «Ленин» типа «Шквал»

В 1910 году Амурская флотилия имела 28 судов, её боевое ядро составили башенные канонерские лодки типа «Шквал», бывшие в те годы лучшими в мире речными кораблями. Но они были недостаточно мореходны, чтобы выходить в Татарский пролив.
В 1915 году Бюро проектирования судов Балтийского завода в Петрограде разработало проект тяжелого монитора водоизмещением 1400 т с 120-мм орудиями. Главную энергетическую установку предусматривали из четырех дизельных двигателей. Но проект не был реализован, ему помешали революции и Гражданская война.
На 20-х — 30-х годах введены в строй почти все подлежавшие восстановлению суда Амурской флотилии, участвовавшие в боях против китайцев в конфликте на Китайско-Восточной железной дороге. На то время мощь флотилии считалась достаточной, планировали лишь пополнить её бронекатерами. Но в начале 30-х годов японские войска захватили Маньчжурию и вышли к границе СССР по Амуру и Уссури, нарушив строившиеся до этого планы. В ответ советское правительство в 1933 году начало принимать меры по усилению дальневосточных границ, в том числе и по рекам Амур и Уссури, дав указание запланировать строительство мониторов.

## Проектирование

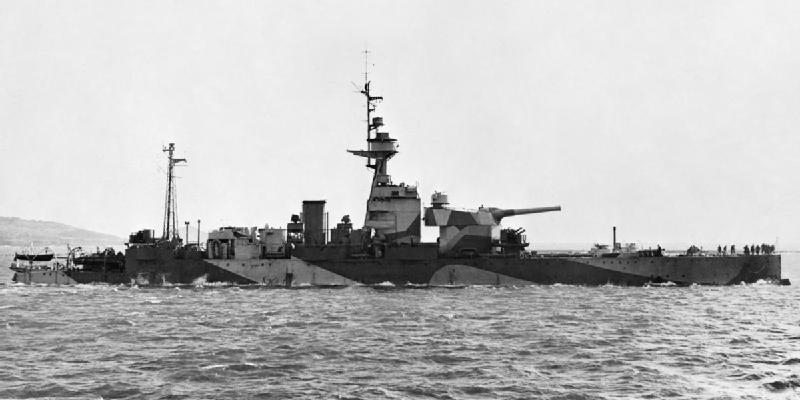
Монитор «Эребус» в 1944 году

В 1931-33 годах обстановка В Дальневосточном регионе сложилась непростая. В то время южная часть Сахалина была у Японии. Так, в случае войны Татарский пролив вместе с устьем Амура становился районом боев. В 1933 году в стоящемся Комсомольске-на-Амуре заложили судостроительный завод, который рассматривали в перспективе как крупнейший промышленный центр на Дальнем Востоке СССР. Все это взятое вместе, и специфические физико-географические условия Татарского пролива и нижнего течения Амура, требовали создания специализированных кораблей для ведения боевых действий на акваториях этого района. По принятым в то время взглядам на боевое применение и конструкции кораблей разных классов выходило, что оптимальным вариантом будет симбиоз монитора и броненосца. В 30-е годы морским монитором считали корабль, имеющий одну артиллерийскую башню крупного калибра (305—356 мм), предназначенный для обстрела берегов. Общепринятым образцом подражания считали британский монитор Эребус. 

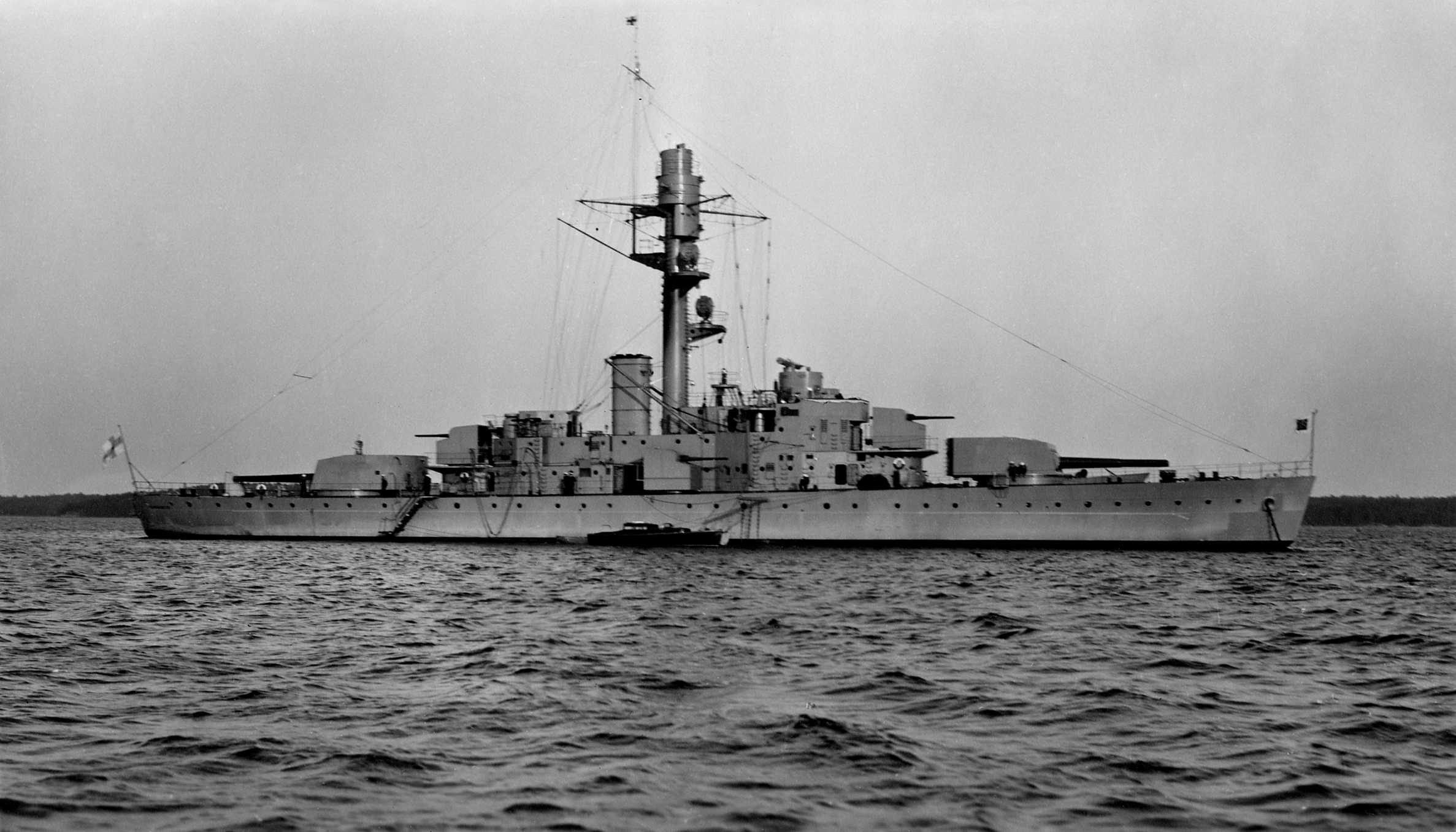
«Вяйнямёйнен» в 1938 году

Новые броненосцы береговой обороны имели скандинавские страны, где выделялись финские типа Вяйнямёйнен. Они имели «броненосную» компоновку, 254-мм артиллерию «умеренного» калибра, и более мореходны и маневренны, чем британские мониторы. Кроме этого они были универсальными в том, что предназначались и для поражения береговых объектов и для боя с кораблями. От морского монитора британской концепции отказались из-за её узкой специализации. Броненосец в финском понимании подходил больше, но он был слишком крупным для такой, хоть и полноводной, реки, как Амур. Поэтому монитор решили строить близко по основным размерам к зарекомендовавшим себя хорошо мониторам типа Шквал, но по броненосной схеме — более мореходными и классической архитектуры. В частности, по тактико-техническому заданию от 26 декабря 1933 года, восемь 130-мм орудий предполагали разместить в четырёх линейно-возвышенных башнях.
Предполагалось иметь мониторы, приспособленные к дальневосточному театру военных действий, который разделен на районы: участок в районе Благовещенска и по реке Сунгари, в среднем течении Амура, в нижнем течении Амура и в Татарском проливе. В проекты мониторов закладывали общие принципы, отличались же они водоизмещением, осадкой, количеством артустановок и мощностью двигателей. Впоследствии проекты для среднего течения реки Амур объединили в один проект мониторов типа «Шилка».
Как часто бывало, пожелания заказчика все в заданное водоизмещение не уложили. Поэтому в проекте номер 1190, утвержденном 2 июля 1935 года, при увеличившемся водоизмещении отсутствовал зенитный калибр дальнего боя. Зато появились 45-мм орудия, но в башнях Т-28, то есть не пригодные для ведения огня по воздушным целям. Можно предположить, что в документации так «неудачно» названы башни 40-К, испытания которых завершались. Впрочем, в проекте оговаривалась возможная замена 45-мм орудий на 37-мм зенитные автоматы. В проекте также отсутствовали минные рельсы, но предусматривались гидросамолет СПЛ и грузовая стрела для него.
В 1935 году постановлением правительства определено задание на проектирование мониторов с параметрами: водоизмещение 1620 тонн, осадка 2,7 метра, скорость 15 узлов (28 км/ч), броня от 4 до 100 мм, вооружение: восемь спаренных 130-мм орудий в башнях, шесть 45-мм универсальных орудий в шести башнях 40-К (одноорудийная установка с качающеся частью противотанковой пушки образца 1932 года), шесть 12,7-мм пулеметов ДШК в трёх башнях, три самолета ОСГА-101. Особое внимание уделили повышению мореходности по сравнению с мониторами типа «Шквал» Так, при тех же восьми орудиях главного калибра водоизмещение возросло в два раза, увеличилась и осадка. Предусматривали повысить прочность корпуса, сделать полубак и установить дизели большей мощности, а для плавания в льду сделать ледокольные обводы носа. Расположение артиллерии главного калибра сделали линейно-возвышенное, двумя группами — в носу и корме, башни 40-К установили в оконечностях по типу монитора «Ударный». Для противохимической защиты боевые посты планировали с системами вентиляции, а амбразуры проектировали закрывать только газонепроницаемым брезентом. Судовые плавсредства из стального быстроходного катера (затем заменили на серийный как у эсминцев проекта 7) и двух ялов (четырех- и шестивесельного).

## Постройка
Головной проекта 1190 монитор «Лазо» (с 1940 года «Хасан») заложили на заводе Красное Сормово в Горьком 18 апреля 1936 года. За ним следовали ещё два — «Симбирцев» (Перекоп) и «Серышев» (Сиваш). Их сборка и достройка в Хабаровске, куда их отправляли секциями по железной дороге.
Но 2 марта 1938 года Нарком ВМФ утверждает изменения в проект строившихся мониторов. Водоизмещение ещё возросло, а количество башен главного калибра сократили до трех. Вместо четвёртой решили установить спаренную 76-мм зенитную установку 39-К. Теперь стандартное водоизмещение должно было быть 1630, а полное — 1790 т при длине 83 м и осадке 2,85 м. С таким вооружением мониторы пр.1190 и построили, но их размеры ещё увеличили.
Постройка мониторов шла медленно и осложнялась переделками, вызванными изменениями состава вооружения и возрастанием веса башен главного калибра. Дело в том, что для этих кораблей решили спроектировать новые башни Б-28. Задание на их разработку выдали ещё в марте 1936 года, но разработка затянулась, и проект утвердили только в декабре 1939 года. Башня Б-28 разрабатывалась параллельно с башней Б-2-ЛМ для эсминцев. Сначала, в декабре 1938 года подготовили эскизный проект башни Б-2-КМ, на 80 % унифицированной с Б-2-ЛМ и планировавшейся для крейсеров и мониторов. Но тогда от них отказались в пользу Б-28. Полигонные испытания опытной башни прошли в марте-апреле 1941 года, и в апреле 41-го начали заводские испытания первых шести серийных башен, из них три доставили на Амур и установили на головном мониторе «Хасан». Поскольку Б-28 изготовлял завод «Большевик», то с началом блокады Ленинграда их производство прекратили и из-за малосерийности нигде не возобновляли. Но «Перекоп» и «Сиваш» уже были на плаву, тогда и реанимировали идею модификации Б-2-ЛМ. В 1943 году завершили разработку башни Б-2-ЛМТ с усиленным бронированием и в 1946 году изготовили шесть башен Б-2-ЛМТ для второго и третьего мониторов проекта 1190.
Создание нового кораблей проекта 1190 было сопряжено с большими трудностями. Флот, стремясь получить самыые совершенные мониторы, постоянно изменял и дополнял требования. В проект заложили типы вооружения, которых ещё не было. Если строительство корпусов шло по плану, то башни главного калибра находились в стадии разработки и не был даже определён тип башни (со спаренными или одиночными пушками). Но утвердили тип орудия: 130-мм 50 калиберное орудие Б-13 (Б — завода «Большевик»).
Дополнения и улучшения не прекращали: на боевой рубке сделали верхний ходовой мостик с 7-мм броневым бортом, затем его сдублировали кормовым ходовым мостиком с таким же бортом на высоте 8,3 м от ватерлинии. Но опыт войны в Испании показал уязвимость от огня штурмовавшей авиации открытых боевых постов и низкую эффективность неавтоматических пушек малого калибра.
Небольшой полубак позволял кораблям выходить из Амура в Татарский пролив при волнении 5-7 баллов.
Бронирование — 37,5 и 75 мм главный пояс (в центре и в оконечностях), 25 и 40 мм бронепалуба (в центре и в оконечностях), 50 и 100 мм башни главного калибра (борта и лоб).
К 1938 году постройка мониторов оказалась в тупике. Корабли были сильно перегруженны, осадка превысила допустимую, а так как дополнительные веса были выше главной палубы, то уменьшилась и остойчивость. Для сохранения остойчивости между 55-м и 56-м шпангоутами сделали цилиндрическую вставку длиной 6 м, сняли одну башню главного калибра, авиационное оборудование и самолеты, очередной раз переместили зенитную артиллерию и пулеметы. На вооружение мониторов ввели универсальную артиллерию среднего калибра из системы управления зенитным огнем и двух башен 39-К. Они устанавливались на месте третьей башни главного калибра на бронированной надстройке, стабилизированный визирный пост (СВП) стоял на кормовой части верхнего мостика. Командно-дальномерный пост (КДП) нового типа Б-43-2 с двумя 4-метровыми дальномерами был размещен над штурманской рубкой на цилиндрической колонне. Башни 40-К заменены на 41-К со спаренными 45-мм пушками и перенесены с оконечностей на второй ярус надстройки, а дальномер для них (ДМ-1,5) — на открытую площадку верхнего мостика (почти единственный боевой пост, не защищенный броней). Четыре башни ДШКМ-2Б с пулеметами разместили попарно на втором ярусе надстройки на крыльях мостика в закрытых казематах, а пятую (на палубе у 112-го шпангоута), оказавшуюся в зоне газового конуса при стрельбе башни главного калибра в корму, перенесли в район 119-го шпангоута. По воспоминаниям матросов, служивших в войну, этой башни не было.
После срочных мер работы в Сормове закончены и 25 июля 1939 года эшелон с секциями оконечностей (20 платформ) отправили в Хабаровск, где в ноябре заложили монитор «Хасан» (к тому времени мониторы получили новые названия: «Хасан», «Перекоп» и «Сиваш»). 30 августа 1940 года «Хасан» спустили в Амур.
Всего построено три монитора:
| Название                                                                                                 | Заложен | Спущен     | Вступил в строй | Участь |
| --- | ------- | ---------- | --------------- | --- |
| «Хасан» (до 25 сентября 1940 года «Лазо»)                                                                | 1936    | 30.08.1940 | 4.11.1942       | 7.09.1955 года выведен из боевого состава и законсервирован. 23.03.1960 года разоружён, исключён из состава ВМФ и передан Хабаровскому судостроительному заводу для использования в служебных вспомогательных целях.                                                      |
| «Перекоп» (до 25 сентября 1940 года «Симбирцев»)                                                         | 1936    | 14.06.1941 | 30.01.1944      | 11.06.1955 года выведен из боевого состава и законсервирован. 23.03.1960 года разоружён, исключён из состава ВМФ и передан Хабаровскому судостроительному заводу для использования в служебных вспомогательных целях.                                                     |
| «Сиваш» (до 25 сентября 1940 года «Серышев»), с 15 сентября 1960 года ПКЗ-22, с 31 июля 1964 года ПКДС-7 | 1936    | 1.10.1941  | 1946            | Исключен из флота в конце 50-х годов, с 15 сентября 1960 года плавучая казарма ПКЗ-22. После разоружения своим ходом перешел на Камчатку, где с 31 июля 1964 года использовался как энергетическая станция ПКДС-7, затем как склад.работы, но война помешала этим планам. |

## Служба
«Хасан» только в декабре 1942 года вошел в строй. Вскоре его передислоцировали к месту базирования — в Николаевск-на-Амуре.
Место базы выбрано с учетом необходимости защиты нового промышленного и судостроительного центра на Дальнем Востоке — Комсомольска-на-Амуре, где шла постройка кораблей для Тихоокеанского флота.
«Перекоп» до 25 сентября 1940 года назывался «Симбирцев». 14 июня 1941 года спущен на воду.
Из-за отсутствия орудийных башен Б-28 и необходимостью быстрейшего введения корабля в строй, на «Перекопе» были установлены палубные щитовые 130/50-мм орудия Б-13-2с.
30 января 1944 года вступил в строй и был включён в состав Северной Тихоокеанской военной флотилии.
Начало советско-японской войны встретил в Николаевске-на-Амуре. В боевых действиях участия не принимал.
После 1945 года служил учебным кораблём.
В 1947 году одиночные установки Б-13-2с были заменены на двухорудийные установки Б-2ЛМТ и 30 сентября 1947 года корабль вновь вошёл в строй с новым вооружением.
12 января 1949 года переклассифицирован в морской монитор, а 8 июля 1951 года — в речной монитор.
11 июня 1953 года монитор выведен из боевого состава и законсервирован.
23 марта 1960 года «Перекоп» разоружён, исключён из состава ВМФ и передан Хабаровскому судостроительному заводу для использования в служебных вспомогательных целях.
Монитор «Сиваш» спущен на воду 1 октября 1941 года. Достраивался уже после войны и получил штатное вооружение. На нём отрабатывали способы боевого применения мониторов на Амуре. Исключен из флота в конце 50-х годов. После разоружения своим ходом перешел на Камчатку, где использовался как энергетическая станция, затем как склад.
После поражения Японии в 1945 году мониторы во многом утратили значение, так как защита низовьев Амура почти потеряла актуальность, а применять их на Тихом океане было невозможно из-за низкой мореходности. Все корабли выведены из боевого состава флота к 1961 году.

## Тактико-технические характеристики (монитор «Хасан», 1944 г.)
Водоизмещение, тонн:
- стандартное — 1729
- нормальное — 1818
- полное — 1900

Высота над ватерлинией, м:
- верхняя палуба — 1,3
- палуба бака — 2,6
- палуба юта — 1,2
- ходовой мостик — 8,3
- клотик — 21,3

Скорость хода, узлы/км/ч:
- 15,4 максимальная
- 11,0 экономическая

Дальность плавания, мили/км:
- при скорости 11 узлов (20,4 км/ч) — 5513 (10 200 км)
- при скорости 10 узлов (18,5 км/ч) — 5920 (11 000 км)[1]

## Мониторы тип "Хасан" в моделизме
Издательством "Орел" (г. Херсон, Украина) в журнале "Бумажное моделирование" №42 выпущена картонная сборная модель монитора "Хасан" в масштабе 1:200